# Henry Francis Herbert Thompson
Pour les articles homonymes, voir Thompson.

Henry Herbert Francis Thompson (Londres, 2 avril 1859 – 28 mai 1944), 2e baronnet, est un égyptologue britannique.
Henry Thompson est le fils de Sir Henry Thompson, 1er baronnet. Il fait ses études à Marlborough College et à Trinity College à Cambridge. Après une carrière en droit et en médecine, il s'intéresse à l'égyptologie. Il est professeur et chargé de cours à l'university College de Londres. Il y a une chaire à son nom à l'université de Cambridge.